# Gamsstein
Gamsstein är en ås i Österrike. Den ligger i den östra delen av landet, 130 km väster om huvudstaden Wien.
I omgivningarna runt Gamsstein växer i huvudsak blandskog. Runt Gamsstein är det ganska glesbefolkat, med 25 invånare per kvadratkilometer.